# زیدکوت
زیدکوت (به فرانسوی: Zuydcoote) (به زبان فلاندری غربی:Zuudkote) شهرکی در غرب دانکرک فرانسه واقع شده است . وجه تسمیه زیدکوت در زبان فلاندری غربی به معنای کلبه نمکی است . زیدکوت محله تخلیه نیروهای انگلیسی در عملیات دینامو در نبرد دانکرک در جنگ‌جهانی دوم است .

## جاذبه‌های توریستی
- پارک اسکیت بورد زیدکوت
- کلیسای کاتولیک سنت نیکلاس
- منظره حفاظت شده لادونیه لیر
- پلاژ برهنگی زیدکوت

## دسترسی
- فرودگاه دانکرک – لس مویرس
- ایستگاه قطار دانکرک